# Adelsfehde gegen Eger
Die Adelsfehde gegen Eger war eine Fehde des vogtländischen Landadels gegen die Reichsstadt Eger (heute Cheb) in der Zeit von 1381/82 bis 1396.

## Ursachen der Fehde
Große Teile des vogtländischen Landadels waren von jeher gemessen an ihrem Stand wirtschaftlich schlecht gestellt. Erbteilungen minderten die Einnahmen weiter. Mit zunehmendem Bedeutungsverlust des Rittertums verschärfte sich die Situation der Familien. Übergriffe des Landadels gingen der Adelsfehde bereits längere Zeit voraus. So bestrafte Karl IV. die Familie von Neuberg mit der Zerstörung ihrer Stammburg Neuberg, die danach wieder aufgebaut wurde. Die Raubzüge wurden u. a. durch Friedrich von Neuberg fortgesetzt.
Die Reichsstadt Eger erlebte dagegen eine wirtschaftliche Blüte. Mitglieder von Adelsfamilien betätigten sich als Plackerer bzw. Raubritter, was andererseits im Sinne des Fehderechts eines ihrer wenigen legitimen Mittel der Rechtsdurchsetzung war. Die Stadt Eger wehrte sich mit Ächtungen, was ihr ermöglichte, ihre Gegner mit Söldnern zu verfolgen. Der Landadel bedrohte nicht nur den Egerer Besitz, der sich über das Stadtgebiet hinaus in das Egerland auf weit vorgelagerte Dörfer und noch entferntere einzelne Höfe erstreckte, sondern auch die Handelswege, die für Kaufleute und reisende Bürger unsicher wurden. 
Auch in anderen Regionen hatten sich im Schwäbischen oder im Rheinischen Städtebund Städte zu mächtigen Bündnissen zusammengeschlossen, sie konnten sich dadurch besser gegenüber den Fürsten behaupten, aber sich auch gegen den Landadel durchsetzen.

## Verlauf der Fehde
Die Fehde folgte auf die Guttenberger Fehde von 1380. Zahlreiche Fehdeteilnehmer beider Seiten verbündeten sich zu Raubzügen gegen die Reichsstadt. 43 Teilnehmer, die auch schon an der Guttenberger Fehde teilgenommen hatten, sind in den entsprechenden Büchern der Stadt Eger, dem Achtbuch und dem Buch der Gebrechen namentlich festgehalten. Insgesamt stammten die Fehdeteilnehmer aus über 100 Adelsfamilien der näheren Umgebung. Die Ritter waren bandenmäßig organisiert und es kam zu zahlreichen Übergriffen. Der Landfrieden von Eger, den König Wenzel 1389 verkündete, führte zunächst vor Ort zu keiner Entspannung. Erst allmählich ging die Anzahl der Straßenräubereien zurück. Dazu beigetragen hat die Einung von 1412 in Eger, bei der sich die angrenzenden Territorialherren und deren Amtleute, die Städte Eger und Elbogen, heute Loket, u. a. verpflichteten, Reiter zur Verfolgung von Straßenräubern bereitzuhalten. Weitere Landfriedensbündnisse folgten, z. B. 1422 auf Schloss Schleiz.